# Ochropleura clavistigma
Ochropleura clavistigma là một loài bướm đêm trong họ Noctuidae.